# Слум
Слум (хорв. Slum) — населений пункт у Хорватії, в Істрійській жупанії у складі громади Ланище.

## Населення
Населення за даними перепису 2011 року становило 24 осіб.
Динаміка чисельності населення поселення:

## Клімат
Середня річна температура становить 9,91 °C, середня максимальна – 22,41 °C, а середня мінімальна – -3,30 °C. Середня річна кількість опадів – 1544 мм.
| Клімат поселення                              | Клімат поселення | Клімат поселення | Клімат поселення | Клімат поселення | Клімат поселення | Клімат поселення | Клімат поселення | Клімат поселення | Клімат поселення | Клімат поселення | Клімат поселення | Клімат поселення | Клімат поселення |
| Показник                                      | Січ.             | Лют.             | Бер.             | Квіт.            | Трав.            | Черв.            | Лип.             | Серп.            | Вер.             | Жовт.            | Лист.            | Груд.            |                  |
| Середній максимум, °C                         | 7,65             | 7,66             | 9,93             | 13,95            | 18,27            | 21,86            | 22,41            | 22,29            | 18,14            | 13,71            | 8,81             | 6,59             |                  |
| Середня температура, °C                       | 2,17             | 2,18             | 4,47             | 8,46             | 12,80            | 16,38            | 19,16            | 19,04            | 14,90            | 10,48            | 5,54             | 3,35             |                  |
| Середній мінімум, °C                          | −3,3             | −3,29            | −1               | 3,00             | 7,31             | 10,92            | 15,91            | 15,80            | 11,67            | 7,23             | 2,31             | 0,09             |                  |
| Норма опадів, мм                              | 117              | 94               | 117              | 131              | 118              | 136              | 92               | 114              | 130              | 161              | 181              | 153              |                  |
| Середньомісячна швидкість вітру, м/с          | 2.11             | 2.37             | 2.55             | 2.52             | 2.30             | 2.20             | 2.08             | 2.06             | 2.04             | 2.24             | 2.30             | 2.25             |                  |
| Середньомісячна сонячна радіація, кДж/м²·день | 4525             | 7427             | 10546            | 14765            | 18842            | 20293            | 21271            | 18165            | 13656            | 8957             | 4894             | 3793             |                  |
| --------------------------------------------- | ---------------- | ---------------- | ---------------- | ---------------- | ---------------- | ---------------- | ---------------- | ---------------- | ---------------- | ---------------- | ---------------- | ---------------- | ---------------- |
| Джерело:                                      |                  |                  |                  |                  |                  |                  |                  |                  |                  |                  |                  |                  |                  |